# Pseudobazylika

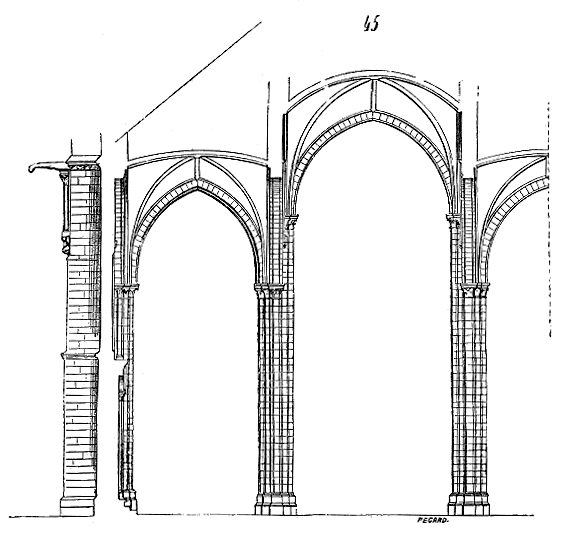
Kościół halowy o nawach nierówniej wysokości – przekrój przez nawy katedry w Poitiers.

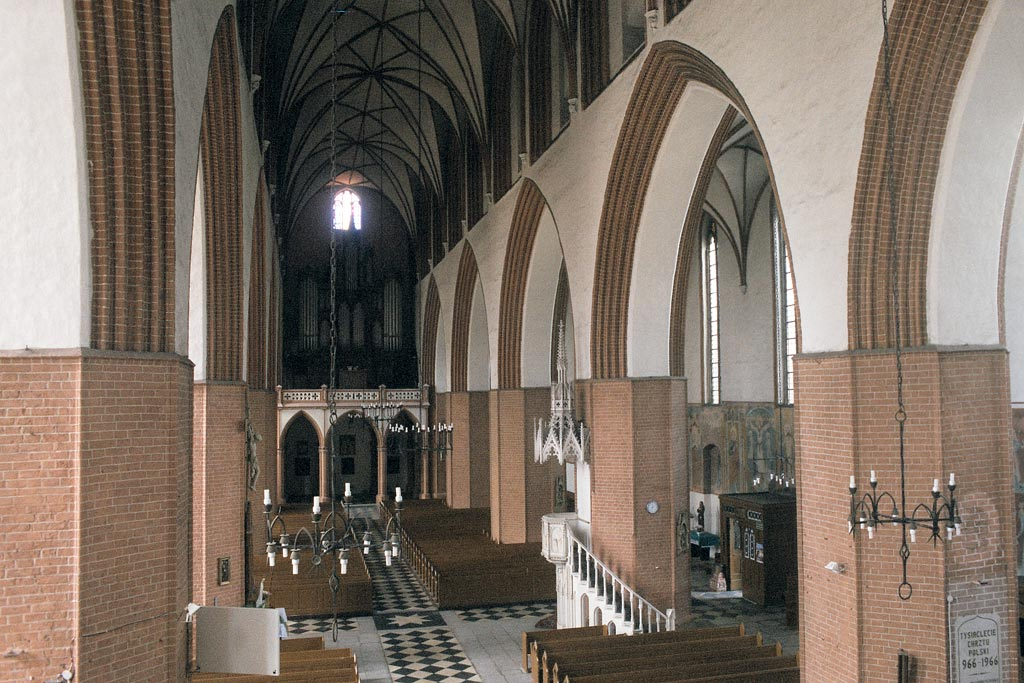
Wnętrze kościoła św. Jana w Kwidzynie

Pseudobazylika – typ kościoła, w którym nawa główna jest wyższa od naw bocznych, ale w przeciwieństwie do bazyliki kościół taki nie posiada okien w ścianach nawy głównej ponad rzędami podpór (kolumn lub filarów). Nawa główna doświetlana jest pośrednio, oknami umieszczonymi w ścianach naw bocznych. Możliwe sposoby przekrycia kościoła pseudobazylikowego to jeden wspólny dach nad trzema nawami lub dach dwuspadowy nad nawą główną i dachy pulpitowe nad bocznymi (podobnie jak w bazylice).

## Typologia

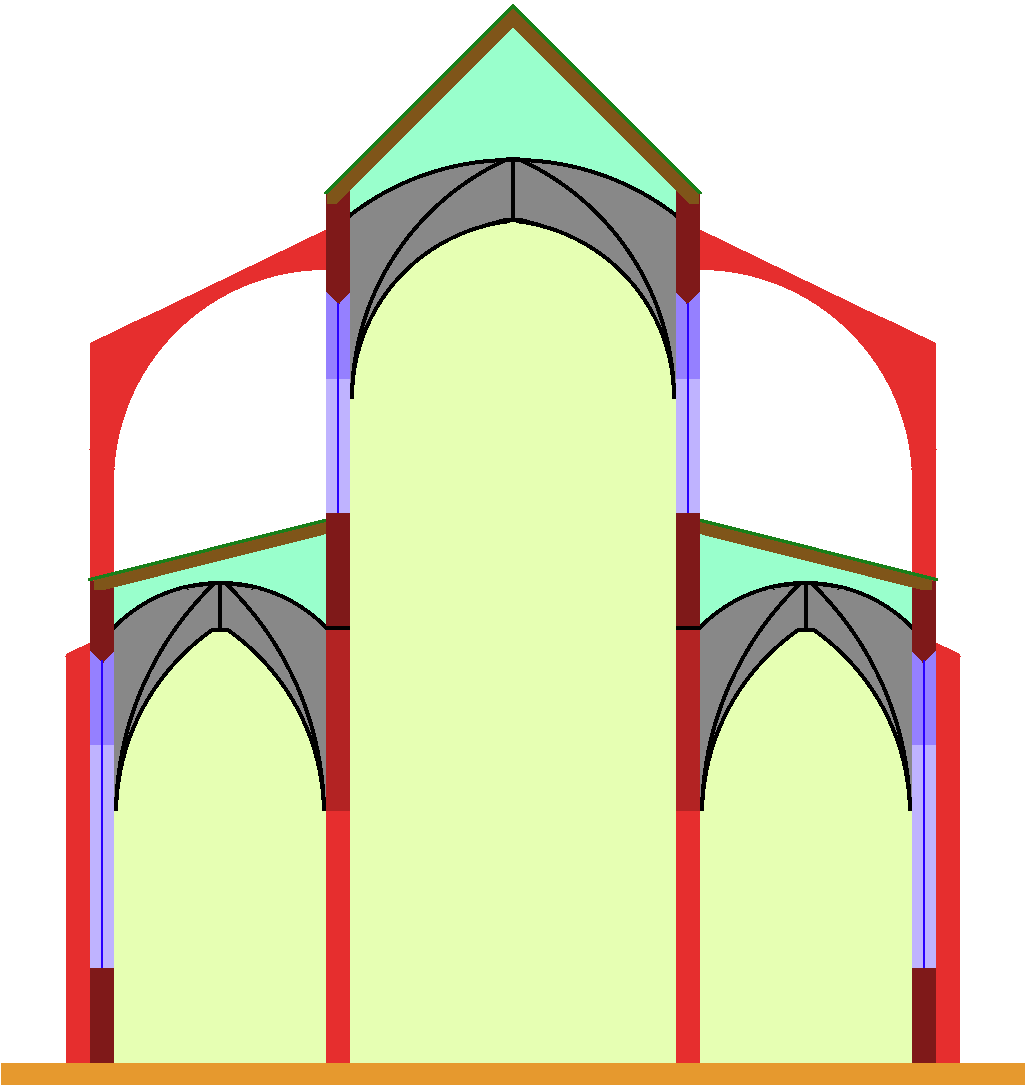
Bazylika (gotycka)
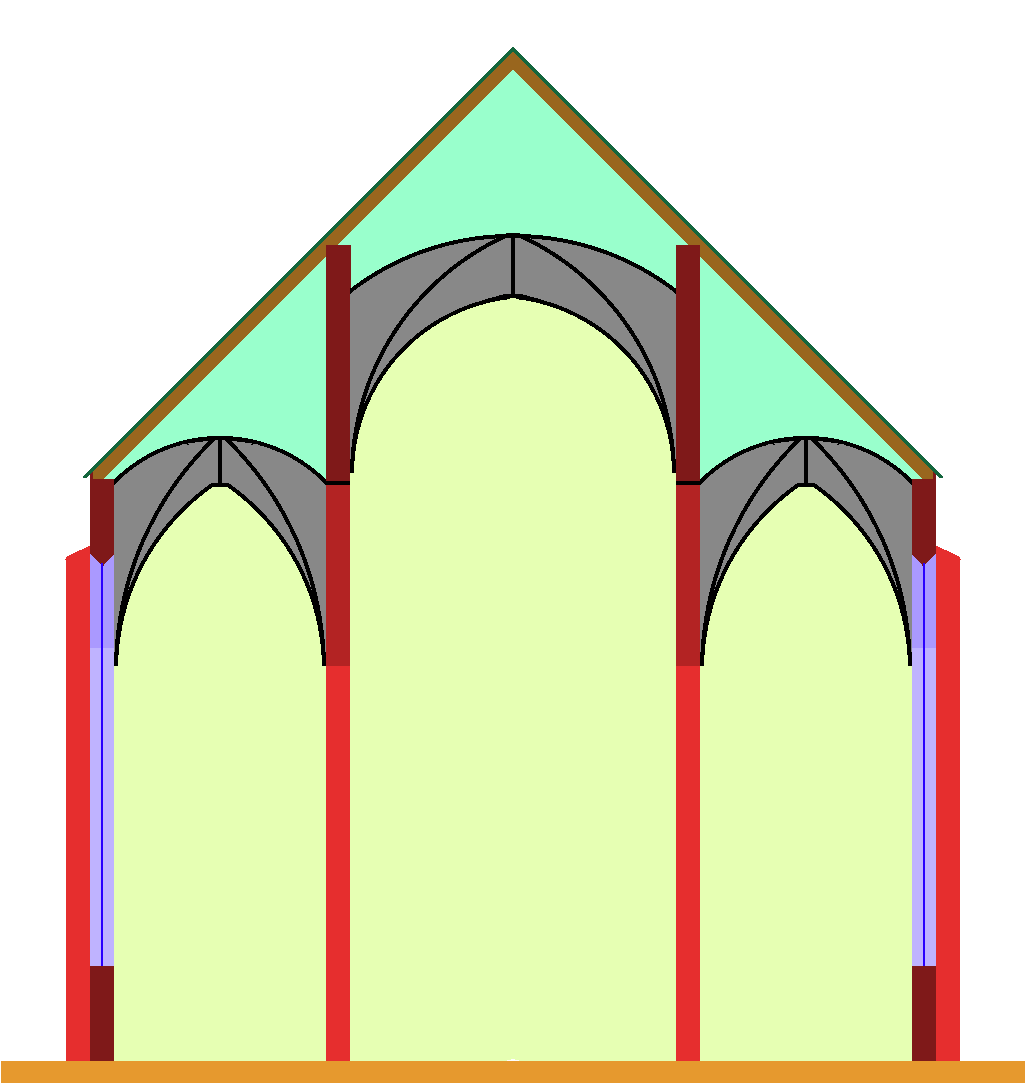
Pseudobazylika
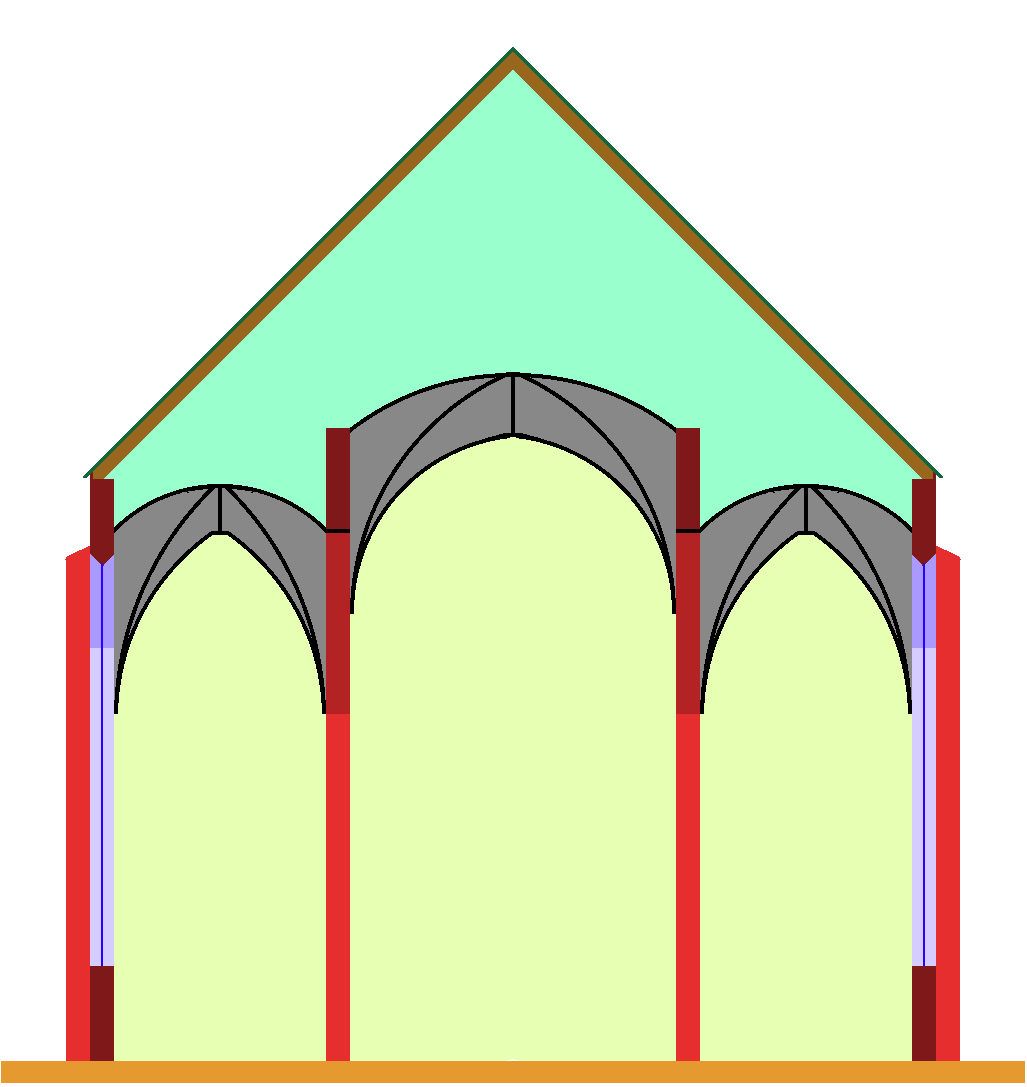
Kościół halowy o nawach nierówniej wysokości
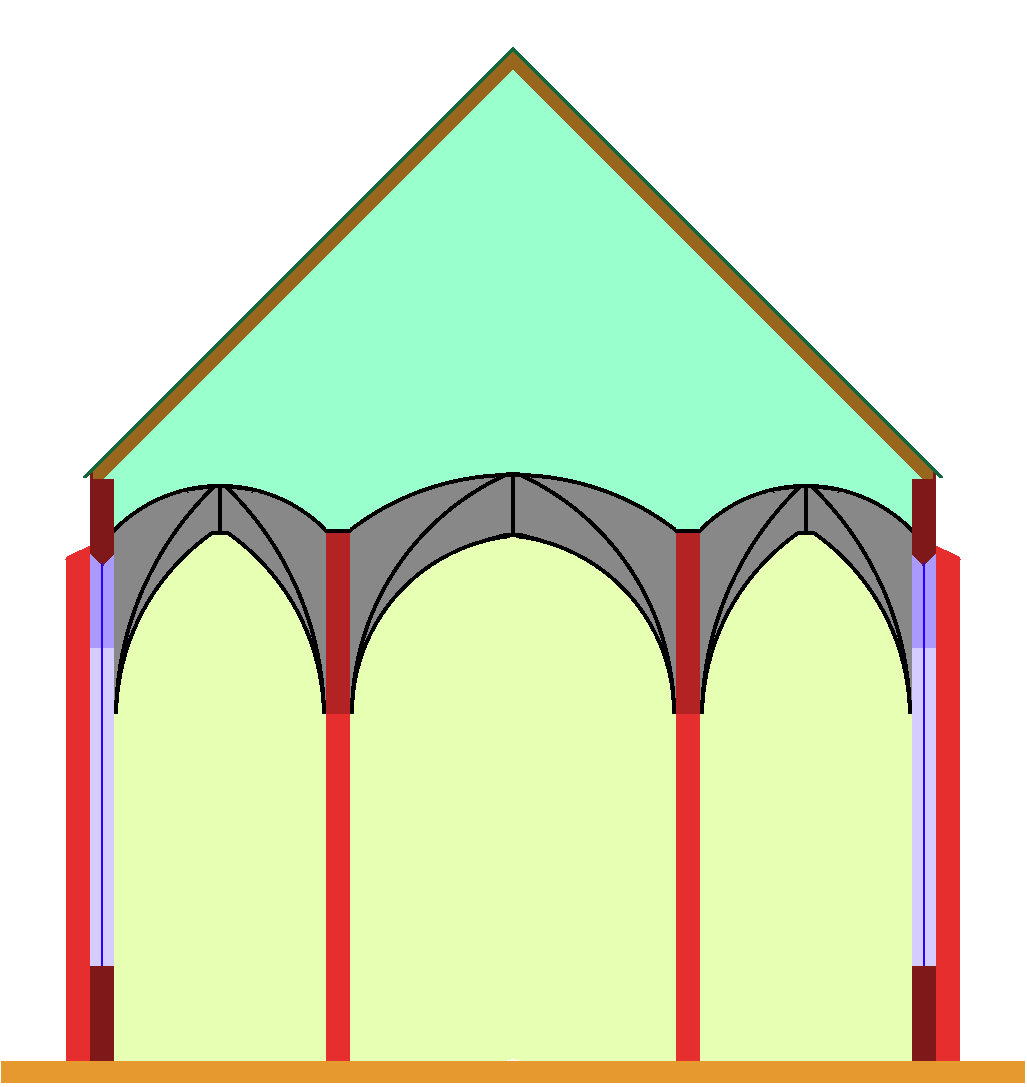
Kościół halowy

## Przykłady

### Polska
- Chełmno – kościół pofranciszkański św. św. Jakuba i Mikołaja,
- Ciechanów – kościół Narodzenia Najświętszej Marii Panny,
- Grudziądz – kościół św. Mikołaja,
- Jeleśnia – kościół św. Wojciecha w Jeleśni,
- Kwidzyn – katedra św. Jana,
- Pyrzyce – kościół Wniebowzięcia NMP,

### Austria
- Wiedeń-Heiligenstadt – kościół św. Michała

### Czechy
- Hradec Kralové – Katedra Świętego Ducha

### Francja
- Clermont-Ferrand – kościół Notre-Dame-du-Port

### Hiszpania
- Frómista (Kastylia i León) – kościół św. Marcina

### Niemcy
- Ansbach – kościół św. Jana
- Bensheim – kościół św. Jerzego, klasicista
- Braunschweig – Kościół bratski St. Ulrici (św. Ulryka)
- Einbeck – kościół św. Jakuba
- Hamburg – kościół Główny św. Katarzyny
- Ingolstadt – kościół św. Mateusza
- Bad Königshofen – kościół Wniebowzięcie Najświętszej Maryi Panny
- Neustadt in Holstein – Kościół miejski
- Marklkofen-Steinberg – Farni kościół Wniebowzięcie Najświętszej Maryi Panny

### Włochy
- Adria (Veneto) – Stara katedra św. Piotra i św. Pawła
- Tortona (Piemont) – Katedra ("Duomo") św. Piotra i św. Pawła